# Wojewódzki Związek Piłki Nożnej
Wojewódzki Związek Piłki Nożnej (z niem. "Wojewodschaft Fußballverband" (WFV), zaś oficjalna nazwa to Fußballverband der Wojewodschaft Schlesien) regionalny niemiecki związek piłki nożnej działający w latach 1922–1923 na terenie wschodniego Górnego Śląska, który po zakończeniu I wojny światowej decyzją rady ambasadorów przypadł Polsce.

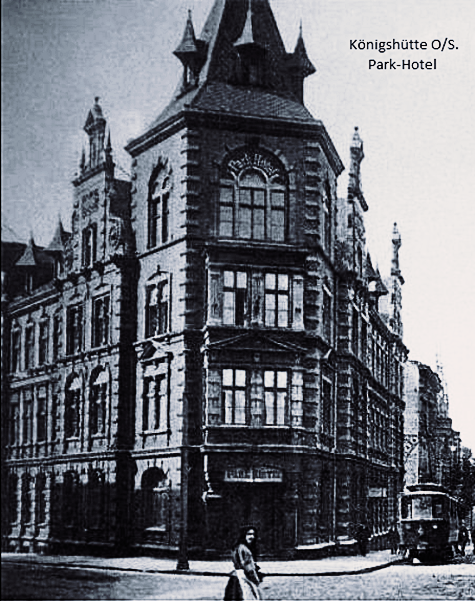
Dawny "Hotel Parkowy" w Królewskiej Hucie). Miejsce założenia "Wojewódzkiego Związku Piłki Nożnej"

Związek został założony 13 lipca 1922 roku w Królewskiej Hucie.
Do członków założycieli należeli m.in. FC Preußen 05, SC Diana, Victoria, Vorwärts i Alter Turn Verein z Katowic, Zalenze 06 z Załęża, Eiche Dąb, Hohenloher Spiel und Sport Verein (SuSV) z Wełnowca, Verein für Rasenspiele (VfR) i Spielvereinigung 01 z Królewskiej Huty, 06 i 09 z Mysłowic, 07 i Spiel und Eislaufverein (SuEV) Siemianowice, Bismarckhütter Ballspiel Club Hajduki Wielkie, Silesia i Turn und Sportverein (TuS) z Lipin, VfR Tarnowskie Góry, Sportverein (SV) Świerklaniec, Sportclub 1919 Pszczyna.
Prezesem został Händel (z klubu Preußen Kattowitz), zaś wiceprezes został wybrany Hanke (ze Świętochłowic). Honorowym Prezes Związku został Karl Stephan.
Założenie Związku było reakcją na odmowę przejęcia niemieckich klubów wschodniego Górnego Śląska zarówno przez polski Górnośląski Okręgowy Związek Piłki Nożnej (GZOPN), na którego terenie działalności te kluby po podziale Górnego Śląska się mieściły, jak i przez Niemiecki Związek Piłki Nożnej (DFB), który obawiał się międzynarodowej izolacji po przegranej przez Niemcy I wojny światowej.
Niezrzeszone drużyny były traktowane jako "dzikie" nie mając prawa rozgrywania jakichkolwiek oficjalnych spotkań. 
Aby przynajmniej we własnym gronie przeprowadzać rozgrywki, nieprzyjęte kluby założyły swój własny związek piłkarski, który niezwłocznie rozpisał rozgrywki mistrzowskie 1922/23 w dwóch podokręgach, katowickim i królewskohuckim, które jednak nie zostały zakończone.
Powodem tego były napady i pobicia kibiców i piłkarzy przed organizowanymi meczami przez uzbrojonych członków Związku Byłych Powstańców pod dowództwem Władysława Wieczorka i Rudolfa Niemczyka, a polskie władze temu nie zapobiegały.
Niemieckie kluby, często o dużych tradycjach i osiągnięciach zostały w ten sposób zmuszone do samorozwiązania, fuzjonowania lub wręcz wchłonięcia przez polskie kluby albo wstąpienia do polskiego związku na dyskryminujących, polonizujących warunkach takich jak zmiana tradycyjnej niemieckiej nazwy, usunięcie niemieckiego zarządu, etc.
Samo przyjęcie niemieckich klubów do polsko-śląskiego związku stało się możliwe dopiero po wielomiesięcznych pertraktacjach zainteresowanych związków (WFV, GZOPN-u i PZPN-u) i porozumieniu zainicjowanym przez PZPN w styczniu 1924 r.

## Literatura/Źródła
- Rudolf Fonfara, Vereinschronik des 1. FC Kattowitz